# Gasville-Oisème
Gasville-Oisème è un comune francese di 1 243 abitanti situato nel dipartimento dell'Eure-et-Loir nella regione del Centro-Valle della Loira.

## Società

### Evoluzione demografica
Abitanti censiti